# Пасадур
42°46′ пн. ш. 16°49′ сх. д. / 42.76° пн. ш. 16.82° сх. д.
Пасадур (хорв. Pasadur) — населений пункт у Хорватії, у Дубровницько-Неретванській жупанії у складі громади Ластово.

## Населення
Населення за даними перепису 2011 року становило 100 осіб.
Динаміка чисельності населення поселення: